# Providencia de los Molina
Providencia de los Molina är en ort i Mexiko.   Den ligger i kommunen San Luis de la Paz och delstaten Guanajuato, i den centrala delen av landet, 250 km nordväst om huvudstaden Mexico City. Providencia de los Molina ligger 1 991 meter över havet och antalet invånare är 293.
Terrängen runt Providencia de los Molina är huvudsakligen platt, men österut är den kuperad. Runt Providencia de los Molina är det ganska tätbefolkat, med 62 invånare per kvadratkilometer. Närmaste större samhälle är San Luis de la Paz, 19,5 km nordost om Providencia de los Molina. Trakten runt Providencia de los Molina består till största delen av jordbruksmark.